# 8058 Цукмаєр
8058 Цукмаєр (8058 Zuckmayer) — астероїд головного поясу, відкритий 16 жовтня 1977 року.
Тіссеранів параметр щодо Юпітера — 3,603.
Названо на честь німецького письменника Карла Цукмаєра (нім. Carl Zuckmayer, 1896-1977).